# Cromoaluminopovondraïta
La cromoaluminopovondraïta és un mineral de la classe dels silicats que pertany al grup de la turmalina. Va ser anomenada fent referència a la seva relació amb la povondraïta.

## Característiques
La cromoaluminopovondraïta és un silicat de fórmula química NaCr₃(Al₄Mg₂)(Si₆O18)(BO₃)₃(OH)₃O. Cristal·litza en el sistema trigonal. Apareix en forma de cristalls prismàtics de fins a 0,3 mm. La seva duresa a l'escala de Mohs és 7,5. És l'anàleg mineral amb crom de la vanadiooxidravita i la bosiïta. Forma sèries de solució sòlida amb l'oxicromodravita i l'oxidravita.
Segons la classificació de Nickel-Strunz, la cromoaluminopovondraïta pertany a «09.CK - Ciclosilicats, amb enllaços senzills de 6 [Si₆O18]12-, amb anions complexos aïllats» juntament amb els següents minerals: fluorschorl, fluorbuergerita, cromodravita, dravita, elbaïta, feruvita, foitita, liddicoatita, olenita, povondraïta, schorl, magnesiofoitita, rossmanita, oxivanadiodravita, oxidravita, oxirossmanita, fluordravita, fluoruvita, abenakiïta-(Ce), scawtita, steenstrupina-(Ce) i thorosteenstrupina.

## Formació i jaciments
La cromoaluminopovondraïta és un mineral primari trobal en metaquarsita en marbre. Va ser descoberta a la pedrera Pereval Marble, a l'àrea del llac Baikal (óblast d'Irkutsk, Rússia). També ha estat descrita al comtat de Saint Lawrence (Nova York, EUA).